# Чеберко Євген Ігорович
Євген Ігорович Чеберко (нар. 23 січня 1998, Мелітополь, Україна) — український футболіст, центральний захисник клубу «Коламбус Крю».

## Клубна кар'єра
Починав займатися футболом в Училищі фізичної культури м. Дніпропетровська. На початку 2014 року продовжив підготовку в академії дніпровського «Дніпра».
У березні 2015 року дебютував в іграх молодіжної команди «Дніпра» у молодіжному чемпіонаті України.
Після завершення сезону 2015/16 основну команду «Дніпра» залишив головний тренер Мирон Маркевич та більша частина гравців. Виконувачем обов'язки головного тренера основної команди було призначено Дмитра Михайленка, який до того очолював молодіжну команду і сформував новий склад «основи» за рахунок дніпровської молоді. 18-річний Чеберко став одним з молодих виконавців, що дебютували в українській Прем'єр-лізі вже у першому турі сезону 2016/17, в якому оновлений «Дніпро» неочікувано впевнено здолав луцьку «Волинь» з рахунком 5:0. Євген вийшов на заміну на 87-й хвилині цієї зустрічі.
У наступних матчах початку сезону постійно потрапляв до заявки головної команди «Дніпра», проте на поле не виходив. Паралельно продовжував регулярно виступати за команду клубу в молодіжній першості.
Влітку 2020 року Євген Чеберко підписав контракт, розрахований до середини 2024 року, з австрійським клубом ЛАСК.
19 вересня дебютував за клуб у матчі проти «Тіроля», бувши замінений у перерві матчу панамцем Андресом Андраде. 10 грудня вперше зіграв у груповому раунді Ліги Європи, вийшовши у стартовому складі команди на матч проти «Лудогорця», виграний з рахунком 1:3. До цього Чеберко грав лише у кваліфікації другого за престижністю єврокубку у складі «Зорі».
Зігравши за австрійський клуб сумарно 7 матчів, з яких 5 у чемпіонаті та по 1 у кубку та у Лізі Європи, 5 лютого 2021 року Євген перейшов до складу хорватського «Осієка» на правах оренди терміном до 30 червня 2022 року. Вперше з'явився на полі 21 лютого у матчі 22 туру чемпіонату Хорватії проти «Рієки». Дебютний гол за клуб забив 16 вересня у матчі 1/16 фіналу Кубка Хорватії проти аматорського «Бедні Белетінца», відзначившись на другій хвилині зустрічі.
Чеберко став другим українцем в «Осієку». Першим футболістом з України в історії хорватського клубу став Дмитро Льопа, який взяв участь у 106 матчах у футболці «біло-блакитних».

## Виступи в збірних
2013 року дебютував в іграх юнацької збірної України U-16, за яку провів загалом 11 матчів.
Протягом 2014—2015 років зіграв 12 ігор за юнацьку збірну 17-річних. Грав також у юнацьких збірних U-18 та U-19.
У 2017 році отримав виклик від тренера молодіжної збірної України Олександра Головка на товариські матчі проти Чорногорії та Фінляндії. До 2020 року досить часто грав за молодіжку, вийшовши на поле у 15 матчах.
7 жовтня 2020 року Андрій Шевченко, який займав посаду головного тренера національної збірної України, викликав Чеберка на три матчі — товариську зустріч проти французів та матчі Ліги Націй з Німеччиною та Іспанією.
На полі Євген з'явився лише у першому матчі, у перерві замінивши Віталія Миколенка. Матчі з німцями та іспанцями Євген провів на лаві запасних.
У листопаді того ж року отримав виклик на товариський матч проти Польщі та гру Ліги Націй проти тої ж збірної Німеччини, проте на полі знову не з'явився.

## Досягнення
- Бронзовий призер чемпіонату України (1): 2019/20